# WWEヴェンジェンス
ヴェンジェンス(Vengeance)は、アメリカ合衆国のプロレス団体WWEの主催するプロレス興行。およびそれを扱ったPPV。2001年に新設されたPPV大会で、本来12月に行われる予定だったPPV大会アルマゲドンが同年9月11日に起きたアメリカ同時多発テロ事件の影響で大会名のアルマゲドン（最終決戦）が問題となり、それに配慮して急遽大会名を変更されて開催された経緯がある。アルマゲドンは2002年に復活する。その際に、ヴェンジェンスは開催時期を7月に変更して以降継続している。2003年にはSmackDown!初の単独PPV興業として開催。2004年からはRAWの単独PPV興業として3年間開催された。2008年からは名称がNight of Championsに変更されて一度消滅したが、2011年にBragging Rightsで代わりに開催されることになった（※元々はUprising（アプライジング）にPPVの名称をする予定だったが、DRAGON GATE USAがすでにPPVの名前として使用していたためにヴェンジェンスに変更した）。

## 試合結果

### 第1回大会（2001年）WWF Vengeance 2001 "ONE UNDISPUTED CHAMPION"
- 開催日 : 12月9日
- 開催場所 : カリフォルニア州サンディエゴのサンディエゴ・スポーツ・アリーナ
- 観客動員数 : 11,800人
- 公式大会曲 : Drowning Pool - Sinner

- サンデー・ナイト・ヒート・マッチ -Sunday Night HEAT Match-

○A.P.A（ブラッドショー＆ファルーク） vs ビリー＆チャック●
- ○スコッティ・2・ホッティ＆アルバート vs テスト＆クリスチャン●

- WWFインターコンチネンタル王座戦 -WWF Intercontinental Championship-

○エッジ(c) vs ウィリアム・リーガル●
- ○ジェフ・ハーディー vs マット・ハーディー●

スペシャル・レフェリー リタ
- WWFタッグ王座戦 -WWF Tag Team Championship-

○ダッドリー・ボーイズ（ババ・レイ・ダッドリー＆ディーボン・ダッドリー）(c)（w / ステイシー・キーブラー） vs ビッグ・ショー＆ケイン●
- WWFハードコア王座戦 -WWF Hardcore Championship-

●ロブ・ヴァン・ダム(c) vs ジ・アンダーテイカー○
- WWF女子王座戦 -WWF Women's Championship-

○トリッシュ・ストラタス(c) vs ジャクリーン●
- WWF王座戦 -WWF Championship-

○"ストーンコールド" スティーブ・オースチン(c) vs カート・アングル●
- 世界ヘビー級王座戦 -World Heavyweight Championship-

●ザ・ロック(c) vs クリス・ジェリコ○
- WWF統一王座戦 -Undisputed WWF Championship-

○クリス・ジェリコ vs スティーブ・オースチン●

### 第2回大会（2002年）WWE Vengeance 2002
- 開催日 : 7月21日
- 開催場所 : ミシガン州デトロイトのジョー・ルイス・アリーナ
- 観客動員数 : 12,000人
- 公式大会曲 : Trust Company - Downfall

- サンデー・ナイト・ヒート・マッチ -Sunday Night HEAT Match-

○ゴールダスト vs スティーブン・リチャーズ●
- エリミネーションテーブル・マッチ -Elimination Tables Match-

○ダッドリー・ボーイズ（ババ・レイ・ダッドリー＆スパイク・ダッドリー） vs エディ・ゲレロ＆クリス・ベノワ●
| 退場順 | スーパースター         | チーム                         | 退場させたスーパースター |
| 1      | エディ・ゲレロ         | クリス・ベノワ＆エディ・ゲレロ | スパイク・ダッドリー     |
| 2      | スパイク・ダッドリー   | ダッドリー・ボーイズ           | クリス・ベノワ           |
| 3      | クリス・ベノワ         | クリス・ベノワ＆エディ・ゲレロ | ババ・レイ・ダッドリー   |
| 勝者   | ババ・レイ・ダッドリー | ダッドリー・ボーイズ           |                          |

- WWEクルーザー級王座戦 -WWE Cruiserweight Championship-

○ジェイミー・ノーブル(c)（w / ニディア） vs ビリー・キッドマン●
- WWEヨーロピアン王座戦 -WWE European Championship-

○ジェフ・ハーディー(c) vs ウィリアム・リーガル●
- ○ジョン・シナ vs クリス・ジェリコ●

- WWEインターコンチネンタル王座戦 -WWE Intercontinental Championship-

○ロブ・ヴァン・ダム(c) vs ブロック・レスナー（w / ポール・ヘイマン）●
ブロック・レスナーの反則負け
- ノーDQ, ノーカウントアウト・マッチ -No Disqualification, No Count Out Match-

○ブッカー・T vs ビッグ・ショー●
- WWEタッグ王座戦 -WWE Tag Team Championship-

●ハルク・ホーガン＆エッジ(c) vs ランス・ストーム＆クリスチャン○
- トリプルスレット形式WWE統一王座戦 -Triple Threat Match for the Undisputed WWE Championship-

ジ・アンダーテイカー(c) vs ○ザ・ロック vs カート・アングル●

### 第3回大会（2003年）WWE SmackDown!'s Vengeance 2003
- 開催日 : 7月27日
- 開催場所 : コロラド州デンバーのペプシ・センター
- 観客動員数 : 9,500人
- 公式大会曲 : Staind - Price To Play

- サンデー・ナイト・ヒート・マッチ -Sunday Night HEAT Match-

○ウルティモ・ドラゴン vs キャニオン●
- WWE・US王座トーナメント決勝戦 -Tournament Final for the WWE United States Championship-

○エディ・ゲレロ vs クリス・ベノワ●
- インディセント・プロポーサル・マッチ -Indecent Proposal Match-

○ジェイミー・ノーブル（w / ニディア） vs ビリー・ガン（w / トリー・ウィルソン）●
- APA主催酒場喧嘩戦 -The APA Invitational Barroom Brawl Match-

優勝者ブラッドショー
以下、出場者一覧 ブラッドショー、シャノン・ムーア、ドインク・ザ・クラウン、ロン・シモンズ、ブラザー・ラブ、ナンジオ、マット・ハーディー、ダニー・バシャム、ダグ・バシャム、イースター・バニー、ショーン・オヘア、ジョン・ヘニガン、オーランド・ジョーダン、フナキ、ロブ・コンウェイ、ジョニー・ジーター、ブルックリン・ブローラー、ジョニー・スタンボリ、チャック・パルンボ、マット・カポテリ、スパンキー、キャニオン
- WWEタッグ王座戦 -WWE Tag Team Championship-

○ザ・ワールド・グレイテスト・タッグチーム（シェルトン・ベンジャミン＆チャーリー・ハース）(c) vs レイ・ミステリオ＆ビリー・キッドマン●
- ○セーブル vs ステファニー・マクマホン●

- ○ジ・アンダーテイカー vs ジョン・シナ●

- ○ビンス・マクマホン vs ザック・ゴーウェン●

- トリプルスレットノーDQ・マッチ形式WWE王座戦 -Triple Threat No Disqualification Match for the WWE Championship-

●ブロック・レスナー(c) vs ビッグ・ショー vs カート・アングル○

### 第4回大会（2004年）WWE RAW's Vengeance 2004
- 開催日 : 7月11日
- 開催場所 : コネチカット州ハートフォードのハートフォード・シビック・センター
- 観客動員数 : 7,000人

- サンデー・ナイト・ヒート・マッチ -Sunday Night HEAT Match-

○タイソン・トムコ（w / トリッシュ・ストラタス） vs バル・ビーナス（w / ニディア）●
- ○タジリ＆ライノ vs ジョナサン・コーチマン＆ギャリソン・ケイド●

- ○バティスタ vs クリス・ジェリコ●

- 世界タッグ王座戦 -World Tag Team Championship-

○ラ・レジスタンス（シルヴァン・グラニエ＆ロブ・コンウェイ）(c) vs ユージン＆リック・フレアー●
ユージン＆リック・フレアーの反則負け
- ノーDQ・マッチ -No Disqualification Match-

○マット・ハーディー vs ケイン●
- WWEインターコンチネンタル王座戦 -WWE Intercontinental Championship-

●ランディ・オートン(c) vs エッジ○
- WWE女子王座第一挑戦者決定戦 -Number One Contenders Match for the WWE Women's Championship-

○ビクトリア vs モーリー・ホーリー●
- 世界ヘビー級王座戦 -World Heavyweight Championship-

○クリス・ベノワ(c) vs トリプルH●

### 第5回大会（2005年）WWE RAW's Vengeance 2005
- 開催日 : 6月26日
- 開催場所 : ネバダ州ラスベガスのトーマス&マック・センター
- 観客動員数 : 9,850人
- 公式大会曲 : Mudvayne - Happy?

- サンデー・ナイト・ヒート・マッチ/世界タッグ王座戦 -Sunday Night HEAT Match/World Tag Team Championship-

○ザ・ハリケーン＆ロージー（c） vs ザ・ハート・スロブス（ロメオ＆アントニオ）●
- WWEインターコンチネンタル王座戦 -WWE Intercontinental Championship-

○カリート(c) vs シェルトン・ベンジャミン●
- ○ビクトリア vs クリスティ・ヘミー●

- ○ケイン vs エッジ（w / リタ）●

- ○ショーン・マイケルズ vs カート・アングル●

- トリプルスレット形式WWE王座戦 -Triple Threat Match for the WWE Championship-

○ジョン・シナ(c) vs クリス・ジェリコ vs クリスチャン●
- ヘル・イン・ア・セル形式世界ヘビー級王座戦 -Hell in a Cell for the World Heavyweight Championship-

○バティスタ(c) vs トリプルH●

### 第6回大会（2006年）WWE RAW's Vengeance 2006
- 開催日 : 6月25日
- 開催場所 : ノースカロライナ州シャーロットのシャーロット・ボブキャッツ・アリーナ
- 観客動員数 : 6,800人
- 公式大会曲 : Eighteen Visions - Victim

- ダーク・マッチ -Dark Match-

○バル・ビーナス vs ロブ・コンウェイ●
- ○ランディ・オートン（WWE） vs カート・アングル（ECW）●

- ○ウマガ（w / アルマンド・アレハンドロ・エストラーダ） vs ユージン（w / ジム・ドゥガン＆ドインク・ザ・クラウン＆カマラ）●

- 3本勝負 -Two Out Of Three Falls Match-

1本目 ○リック・フレアー vs ミック・フォーリー●
2本目 ○リック・フレアー vs ミック・フォーリー●
ミック・フォーリーの反則負け
- トリプルスレット形式WWEインターコンチネンタル王座戦 -Triple Threat Match for the WWE Intercontinental Championship-

●シェルトン・ベンジャミン(c) vs カリート vs ジョニー・ナイトロ（w / メリーナ）○
- WWE王座戦 -WWE Championship-

○ロブ・ヴァン・ダム(c)（ECW） vs エッジ（w / リタ）（WWE）●
- ○偽ケイン vs ケイン●

- エクストリーム・ランバージャック・マッチ -Extreme Lumberjack Match-

○ジョン・シナ（WWE） vs サブゥー（ECW）●
- ハンディキャップ・マッチ -5 on 2 Handicap Match-

○D-ジェネレーションX（トリプルH＆ショーン・マイケルズ） vs スピリット・スクワッド（ケニー＆ジョニー＆ニッキー＆マイキー＆ミッチ）●

### 第7回大会（2007年）WWE Vengeance 2007 "Night of Champions"
- 開催日 : 6月24日
- 開催場所 : テキサス州ヒューストンのトヨタセンター
- 観客動員数 : 15,000人
- 公式大会曲 : Fuel - Gone
- 「Night of Champions」とされ、史上初めて、WWE全ての王座戦が行われた。

- ダーク・マッチ -Dark Match-（RAW）

○スーパー・クレイジー vs カリート●
- 世界タッグ王座戦 -World Tag Team Championship-（RAW）

○ランス・ケイド & トレバー・マードック(c) vs ハーディー・ボーイズ（マット・ハーディー＆ジェフ・ハーディー）●
- WWEクルーザー級王座戦 -WWE Cruiserweight Championship-（SmackDown!）

○チャボ・ゲレロ(c) vs ジミー・ワン・ヤン●
- ECW世界王座決定戦 -ECW World Championship-（ECW）

○ジョニー・ナイトロ vs CMパンク●
クリス・ベノワ vs CMパンクの予定だったがベノワが家庭の事情で欠場したためカードが変更された
- WWEインターコンチネンタル王座戦 -WWE Intercontinental Championship-（RAW）

○サンティーノ・マレラ(c) vs ウマガ●
ウマガの反則負け
- WWE・US王座戦 -WWE United States Championship-（SmackDown!）

○M.V.P(c) vs リック・フレアー●
- WWEタッグ王座戦 -WWE Tag Team Championship-（SmackDown!）

○デュース・アンド・ドミノ(デュース＆ドミノ)(c) vs サージェント・スローター＆ジミー・スヌーカ●
- ラスト・チャンス・マッチ形式世界ヘビー級王座戦 -Last Chance Match for the World Heavyweight Championship-（SmackDown!）

○エッジ(c) vs バティスタ●
エッジが一旦反則負けで防衛した後、セオドア・ロングが再戦を命じた。その後カウントアウトによりエッジが防衛。
バティスタが敗戦したので、エッジの在位期間中にバティスタは王座挑戦が不可能となった
- WWE女子王座戦 -WWE Women's Championship-（RAW）

●メリーナ(c) vs キャンディス・ミシェル○
- チャレンジ・マッチ形式WWE王座戦 -Challenge Match for the WWE Championship-（RAW）

○ジョン・シナ(c) vs ボビー・ラシュリー vs ランディ・オートン vs キング・ブッカー（w / クイーン・シャメール） vs ミック・フォーリー ●

### 第8回大会（2011年）WWE Vengeance 2011
- 開催日 : 10月23日
- 開催場所 : テキサス州サンアントニオのAT&Tセンター
- 観客動員数 : 8,000人
- 公式大会曲 : The Crystal Method - Make Some Noise (Put 'Em Up)

- ダーク・マッチ -Dark Match-

○ウェイド・バレット vs ダニエル・ブライアン●
- WWEタッグ王座戦 -WWE Tag Team Championship-

○エア・ブーン(コフィ・キングストン&エヴァン・ボーン)(c) vs ドルフ・ジグラー&ジャック・スワガー(w / ヴィッキー・ゲレロ)●
- ユナイテッドステイツ王座戦 -WWE United States Championship-

○ドルフ・ジグラー(c)(w / ジャック・スワガー&ヴィッキー・ゲレロ) vs ザック・ライダー●
- ディーヴァズ王座戦 -WWE Divas Championship-

○ベス・フェニックス(c) vs イヴ・トーレス●
- ○シェイマス vs クリスチャン●

- ○ザ・ミズ&Rトゥルース vs トリプルH&CMパンク●

- ○ランディ・オートン vs コーディ・ローデス●

- 世界ヘビー級王座戦 -World Heavyweight Championship-

△マーク・ヘンリー(c) vs ビッグ・ショー△
試合中リングが壊れて両者起き上がれず、試合はノーコンテスト
- ラストマン・スタンディング形式WWE王座戦 -Last Man Standing Match for the WWE Championship-

○アルベルト・デル・リオ(c)(w / リカルド・ロドリゲス) vs ジョン・シナ●
前述の世界ヘビー級王座戦にて壊れたリングでの対戦